# Григор Белокапов
Григор Стоименов Белокапов е деец на Вътрешната македоно-одринска революционна организация.

## Биография
Григор Белокапов е роден в 1883 година в Кюстендил в семейството на опълченец. Брат е на Димитър Белокапов. Влиза във ВМОРО, през 1905 година е четник при Петър Ангелов. Работи като чиновник.
По време на Балканската война е доброволец в Македоно-одринското опълчение в Струмишка чета, 2 рота на 15 шипска дружина.
Загива през Междусъюзническата война на 4 юли 1913 година в 15-а македоноодринска опълченска дружина в село Дулица, където е и погребан.